# Olympische Sommerspiele 2024/Teilnehmer (Guatemala)
| Gelbes Symbol für Goldmedaillen mit stilisierten Olympischen Ringen | Graues Symbol für Silbermedaillen mit stilisierten Olympischen Ringen | Braundes Symbol für Bronzemedaillen mit stilisierten Olympischen Ringen |
| ------------------------------------------------------------------- | --------------------------------------------------------------------- | ----------------------------------------------------------------------- |
| 1                                                                   | —                                                                     | 1                                                                       |

Guatemala nahm an den Olympischen Spielen 2024 vom 26. Juli bis zum 11. August 2024 in Paris teil. Es war die insgesamt 16. Teilnahme an Olympischen Sommerspielen.

## Teilnehmer nach Sportarten

### Badminton
Mit Kevin Cordón qualifizierte sich ein guatemaltekischer Badmintonspieler im Männereinzel über die Race-to-Paris-Rangliste für die Olympischen Spiele.
| Athleten     | Wettbewerb | Gruppenphase | Gruppenphase      | Gruppenphase | Gruppenphase | Achtelfinale  | Achtelfinale  | Viertelfinale | Viertelfinale | Halbfinale    | Halbfinale    | Finale / Platz 3 | Finale / Platz 3 | Rang |
| Athleten     | Wettbewerb | Gegner       | Ergebnis          | Punkte       | Rang         | Gegner        | Ergebnis      | Gegner        | Ergebnis      | Gegner        | Ergebnis      | Gegner           | Ergebnis         | Rang |
| ------------ | ---------- | ------------ | ----------------- | ------------ | ------------ | ------------- | ------------- | ------------- | ------------- | ------------- | ------------- | ---------------- | ---------------- | ---- |
| Männer       |            |              |                   |              |              |               |               |               |               |               |               |                  |                  |      |
| Kevin Cordón | Einzel     | L. Sen       | 0:2 (8:21, 20:22) | WD           | WD           | ausgeschieden | ausgeschieden | ausgeschieden | ausgeschieden | ausgeschieden | ausgeschieden | ausgeschieden    | ausgeschieden    | 38   |
| Kevin Cordón | Einzel     | J. Christie  | WD                | WD           | WD           | ausgeschieden | ausgeschieden | ausgeschieden | ausgeschieden | ausgeschieden | ausgeschieden | ausgeschieden    | ausgeschieden    | 38   |
| Kevin Cordón | Einzel     | J. Carraggi  | WD                | WD           | WD           | ausgeschieden | ausgeschieden | ausgeschieden | ausgeschieden | ausgeschieden | ausgeschieden | ausgeschieden    | ausgeschieden    | 38   |

### Judo
Über die IJF Weltrangliste konnte sich eine guatemaltekische Judoka im Superleichtgewicht der Frauen qualifizieren.
| Athleten         | Wettbewerb       | 1. Runde     | 1. Runde | 2. Runde | 2. Runde | Achtelfinale  | Achtelfinale  | Viertelfinale | Viertelfinale | Halbfinale / Trostrunde | Halbfinale / Trostrunde | Finale / Platz 3 | Finale / Platz 3 | Rang |
| Athleten         | Wettbewerb       | Gegner       | Ergebnis | Gegner   | Ergebnis | Gegner        | Ergebnis      | Gegner        | Ergebnis      | Gegner                  | Ergebnis                | Gegner           | Ergebnis         | Rang |
| ---------------- | ---------------- | ------------ | -------- | -------- | -------- | ------------- | ------------- | ------------- | ------------- | ----------------------- | ----------------------- | ---------------- | ---------------- | ---- |
| Frauen           |                  |              |          |          |          |               |               |               |               |                         |                         |                  |                  |      |
| Jacqueline Solís | Klasse bis 48 kg | G. Whitebooi | 1s1:10   | —        | —        | ausgeschieden | ausgeschieden | ausgeschieden | ausgeschieden | ausgeschieden           | ausgeschieden           | ausgeschieden    | ausgeschieden    | 17   |

### Leichtathletik
Die Olympianormen des Weltverbandes erreichten drei guatemaltekische Leichtathleten.
Laufen und Gehen
| Athleten                | Wettbewerb  | Qualifikationslauf | Qualifikationslauf | Vorlauf | Vorlauf | Halbfinale    | Halbfinale    | Finale        | Finale        | Rang          |
| Athleten                | Wettbewerb  | Zeit               | Rang               | Zeit    | Rang    | Zeit          | Rang          | Zeit          | Rang          | Rang          |
| ----------------------- | ----------- | ------------------ | ------------------ | ------- | ------- | ------------- | ------------- | ------------- | ------------- | ------------- |
| Frauen                  |             |                    |                    |         |         |               |               |               |               |               |
| Mariandre Chacón        | 100 m       | 11,90 s            | 3                  | 12,06 s | 9       | ausgeschieden | ausgeschieden | ausgeschieden | ausgeschieden | ausgeschieden |
| Männer                  |             |                    |                    |         |         |               |               |               |               |               |
| Luis Grijalva           | 5000 m      | 13:58,81 min       | 16                 | —       | —       | —             | —             | ausgeschieden | ausgeschieden | ausgeschieden |
| Alberto González Mindez | Marathon    | —                  | —                  | —       | —       | —             | —             | 2:22:12 h     | 66            | 66            |
| Erick Barrondo          | 20 km Gehen | —                  | —                  | —       | —       | —             | —             | 1:26:19 h     | 43            | 43            |
| José Alejandro Barrondo | 20 km Gehen | —                  | —                  | —       | —       | —             | —             | 1:24:17 h     | 38            | 38            |

### Moderner Fünfkampf
Durch ihr Abschneiden bei den Panamerikanischen Spielen 2023 qualifizierten sich zwei Fünfkämpfer für die Olympischen Spiele.
| Athleten         | Fechten | Fechten | Schwimmen   | Schwimmen | Reiten  | Reiten | Combined     | Combined | Punkte | Rang |
| Athleten         | Bilanz  | Punkte  | Zeit        | Punkte    | Zeit    | Punkte | Zeit         | Punkte   | Punkte | Rang |
| ---------------- | ------- | ------- | ----------- | --------- | ------- | ------ | ------------ | -------- | ------ | ---- |
| Frauen           |         |         |             |           |         |        |              |          |        |      |
| Sophia Hernández | 15+2    | 200     | 2:22,83 min | 265       | 58,23 s | 293    | 12:45,04 min | 535      | 1295   | 31   |
| Männer           |         |         |             |           |         |        |              |          |        |      |
| Andrés Fernández | 15+0    | 200     | 1:59,23 min | 312       | 57,14 s | 286    | 10:36,88 min | 664      | 1462   | 26   |

### Schießen
Im bis zum 9. Juni 2024 laufenden Qualifikationszeitraum konnten vier Quotenplätze erreicht werden.
| Athleten           | Wettbewerb | Qualifikation   | Qualifikation | Finale          | Finale        |
| Athleten           | Wettbewerb | Ringe/ Scheiben | Rang          | Ringe/ Scheiben | Rang          |
| ------------------ | ---------- | --------------- | ------------- | --------------- | ------------- |
| Frauen             |            |                 |               |                 |               |
| Adriana Ruano      | Trap       | 122             | 3             | 45              | Gold          |
| Waleska Soto       | Trap       | 115             | 19            | ausgeschieden   | ausgeschieden |
| Männer             |            |                 |               |                 |               |
| Sebastián Bermúdez | Skeet      | 117             | 21            | ausgeschieden   | ausgeschieden |
| Jean Pierre Brol   | Trap       | 122             | 5             | 35              | Bronze        |

### Schwimmen
| Athleten       | Wettbewerb   | Vorlauf     | Vorlauf | Halbfinale    | Halbfinale    | Finale        | Finale        | Rang |
| Athleten       | Wettbewerb   | Zeit        | Rang    | Zeit          | Rang          | Zeit          | Rang          | Rang |
| -------------- | ------------ | ----------- | ------- | ------------- | ------------- | ------------- | ------------- | ---- |
| Frauen         |              |             |         |               |               |               |               |      |
| Lucero Mejía   | 100 m Rücken | 1:03,42 min | 28      | ausgeschieden | ausgeschieden | ausgeschieden | ausgeschieden | 28   |
| Männer         |              |             |         |               |               |               |               |      |
| Erick Gordillo | 200 m Lagen  | 2:02,24 min | 18      | ausgeschieden | ausgeschieden | ausgeschieden | ausgeschieden | 18   |

### Segeln
Über die ILCA-Weltmeisterschaften 2024 in Adelaide erhielt Guatemala einen Startplatz im Laser der Männer.
| Athleten    | Wettbewerb | Qualifikation | Qualifikation | Medal Race    | Medal Race    | Punkte | Rang |
| Athleten    | Wettbewerb | Punkte        | Rang          | Punkte        | Rang          | Punkte | Rang |
| ----------- | ---------- | ------------- | ------------- | ------------- | ------------- | ------ | ---- |
| Männer      |            |               |               |               |               |        |      |
| Juan Mageli | Laser      | 111           | 16            | ausgeschieden | ausgeschieden | 111    | 16   |